# Narciso San Baldomero
Narciso San Baldomero (Cervera del Río Alhama, 1920 – Logroño, 19 de julio de 2007) fue un político español, último alcalde de Logroño antes de la democracia.

## Biografía
Comenzó como concejal del Ayuntamiento en 1953 y fue procurador de las cortes franquistas entre 1964 y 1971. Ejerció como alcalde de la capital riojana entre los años 1973 y 1979. Fue uno de los principales impulsores de la construcción de un nuevo edificio del ayuntamiento. La corporación municipal encargó el diseño a Rafael Moneo en el año 73, aunque su construcción no finalizó hasta el 1980. Fue sucedido en el cargo de alcalde por Miguel Ángel Marín, primer alcalde de la democracia.
| Predecesor: Víctor de Lerma y Gurtubay | Alcalde de Logroño 1973-1979 | Sucesor: Miguel Ángel Marín |